# ليز جيتور
ليز جيتور (بالإنجليزية: Lise Getoor)‏ هي أستاذة في قسم علوم الكمبيوتر  في جامعة كاليفورنيا في سانتا كروز، وأستاذة مساعدة في قسم علوم الحاسب في جامعة ماريلاند بكوليدج بارك. تتركز اهتماماتها البحثية في تعلم الآلة والتفكير بعدم اليقين بالإضافة إلى تطبيق الرسوم البيانية المهيكلة، كما تعمل في موضوع تكامل البيانات، تحليل الشبكات الاجتماعية والتحليلات النظرية. حصلت على العديد من الجوائز من بينها جائزة أفضل مقال في مؤسسة العلوم الوطنية وجائزة التميز من جمعية النهوض بالذكاء الاصطناعي. سبق لها وأن نشرت كتاب حول تعلم الإحصائية العلائقية التي هي المرجع الرئيسي في هذا المجال. كما نشرت العديد من المقالات التي استشهدت بها عشرات الصحف والمجلات العلمية والأكاديمية وسبق لها وأن ناظرت وحاضرت في عدة مؤتمرات. سبق لها أيضا وأن عملت كمحررة في مجلة يائير العلمية كما شغلت منصب محررة مشاركة في مجلة تي كي دي دي. وهي عضو في الاتحاد الدولي لتعليم الآلات للمجتمع وعضو في المجلس التنفيذي لرابطة الحوسبة؛ كما شغلت منصبا في عدد من المؤتمرات بما في ذلك مؤتمر AAAI، ICML، IJCAI، ISWC، KDD، SIGMOD، VLDB، WSD، WWW. حصلت على شهادة الدكتوراه من جامعة ستانفورد، كما نالت درجة الماجستير من جامعة كاليفورنيا في بيركلي ولها أيضا بكالوريوس من جامعة كاليفورنيا في سانتا باربرا.
قبل انضمامها لجامعة كاليفورنيا في سانتا كروز كانت أستاذة في جامعة ماريلاند في كوليدج بارك حتى نوفمبر 2013.